# Gare de Kisbér
La gare de Kisbér (en hongrois : Kisbér vasútállomás) est une gare ferroviaire des lignes de Székesfehérvár à Komárom et de Tatabánya à Pápa. Elle est située à Kisbér en Hongrie.
C'est une halte voyageurs et une gare marchandises.

## Situation ferroviaire
Établie à 183 mètres d'altitude, la gare de Kisbér est située au point kilométrique (PK) 34 de la ligne de Székesfehérvár à Komárom, entre les gares ouvertes de Nagyigmánd-Bábolna et de Bakonysárkány. Elle est également située au PK 37 de la ligne de Tatabánya à Pápa, entre les gares ouvertes de Környe et de Veszprémvarsány.

## Histoire
La gare de Kisbér est mise en service le 1er juin 1860.
Le service voyageurs est suspendu sur la ligne de Tatabánya à Pápa, le 3 mars 2007.

## Service des voyageurs

### Accueil

Installations
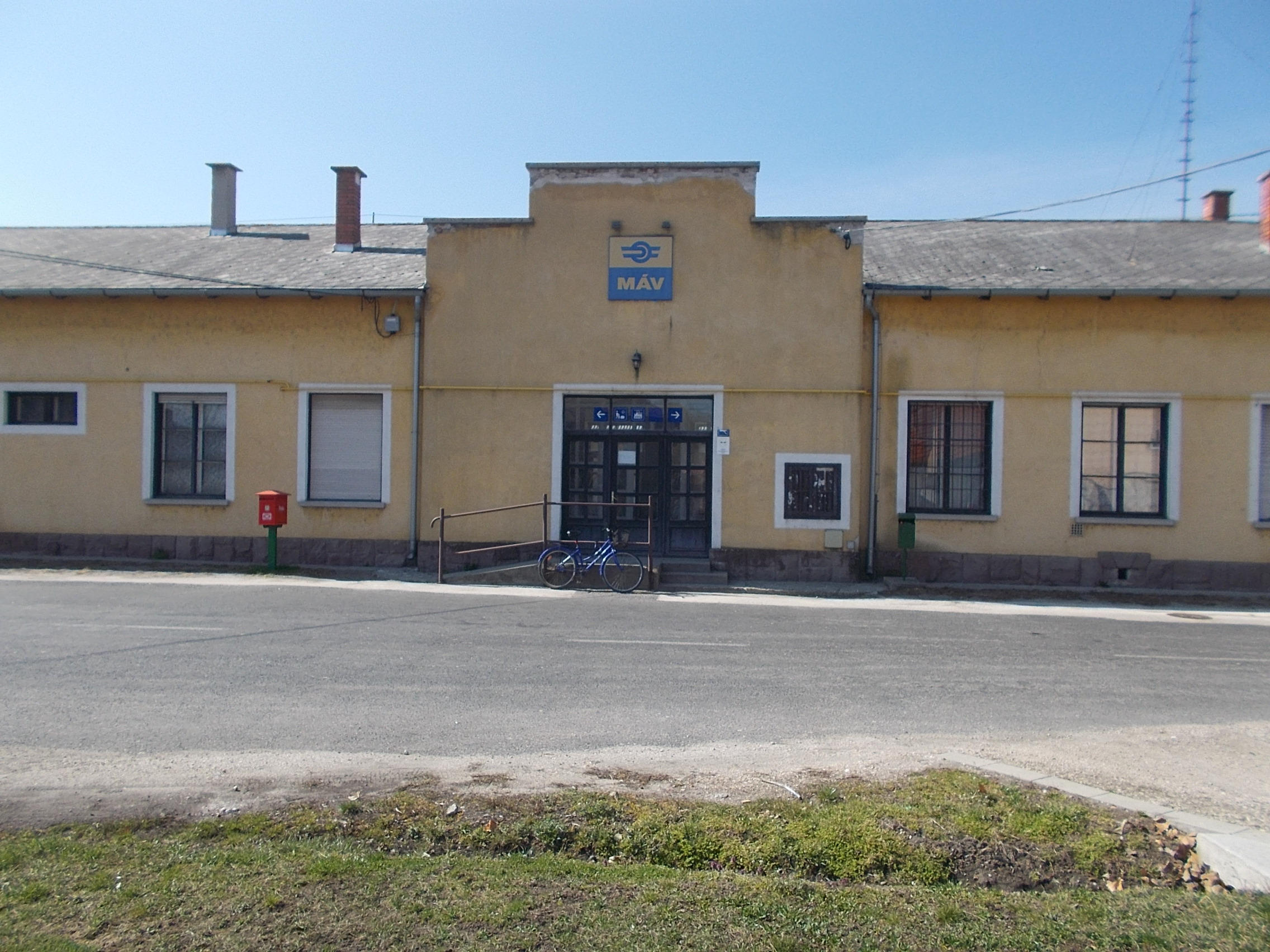
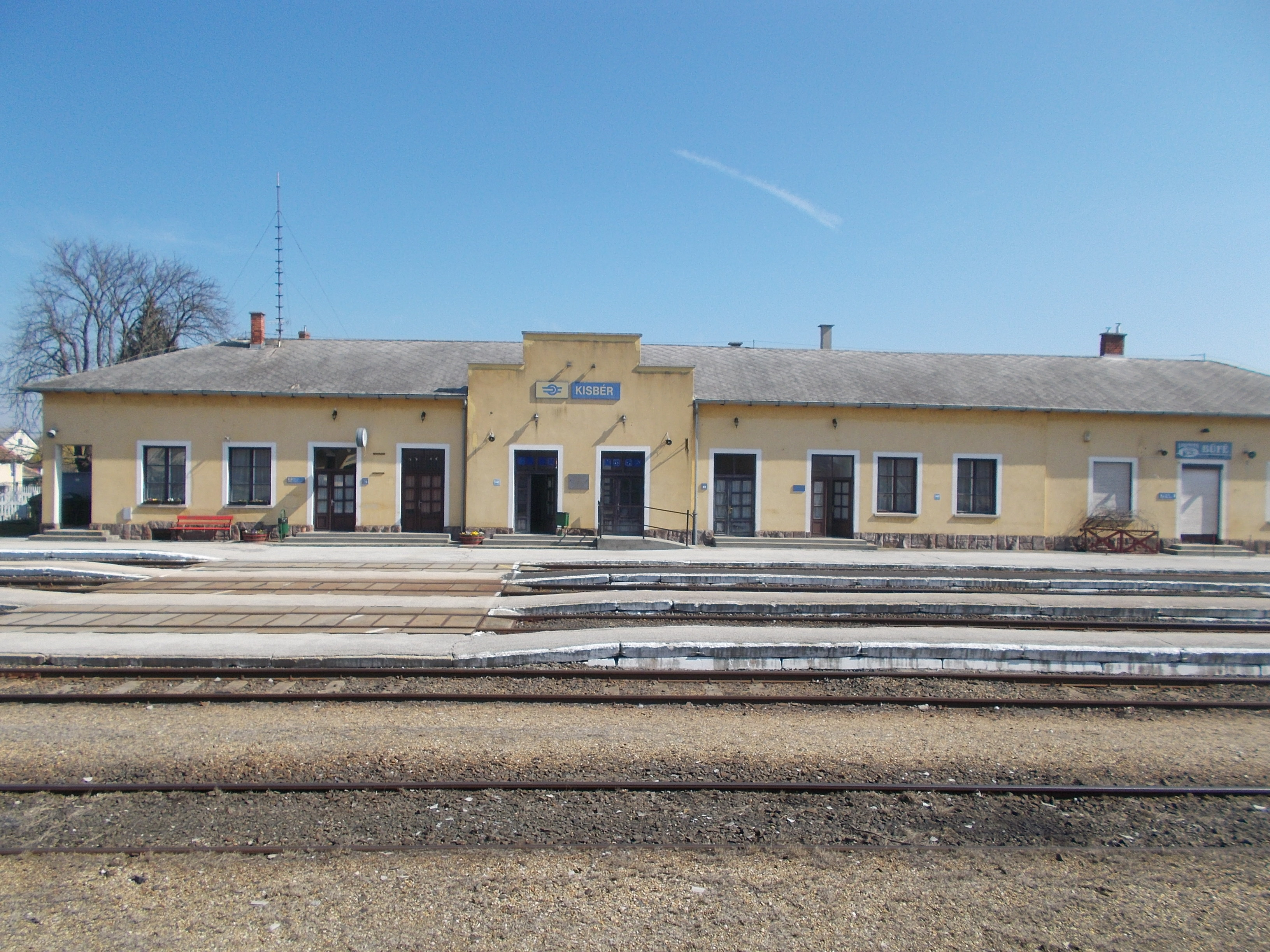
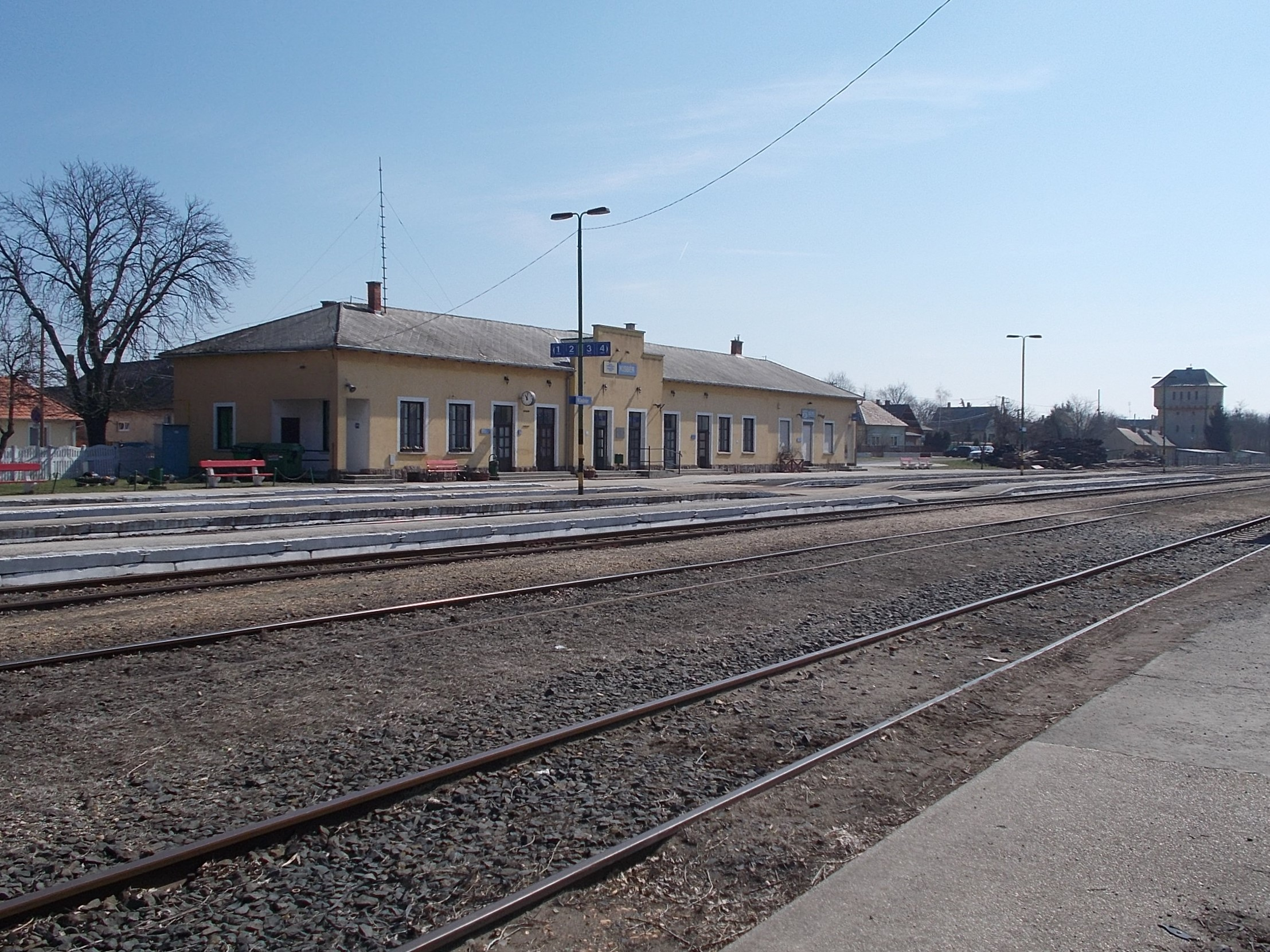

## Service des marchandises
La gare est ouverte à ce service.

## Patrimoine ferroviaire
La gare a conservée ses anciens bâtiments voyageurs et marchandises qui se font face. Elle dispose également d'un ancien château d'eau.

Ancien château d'eau
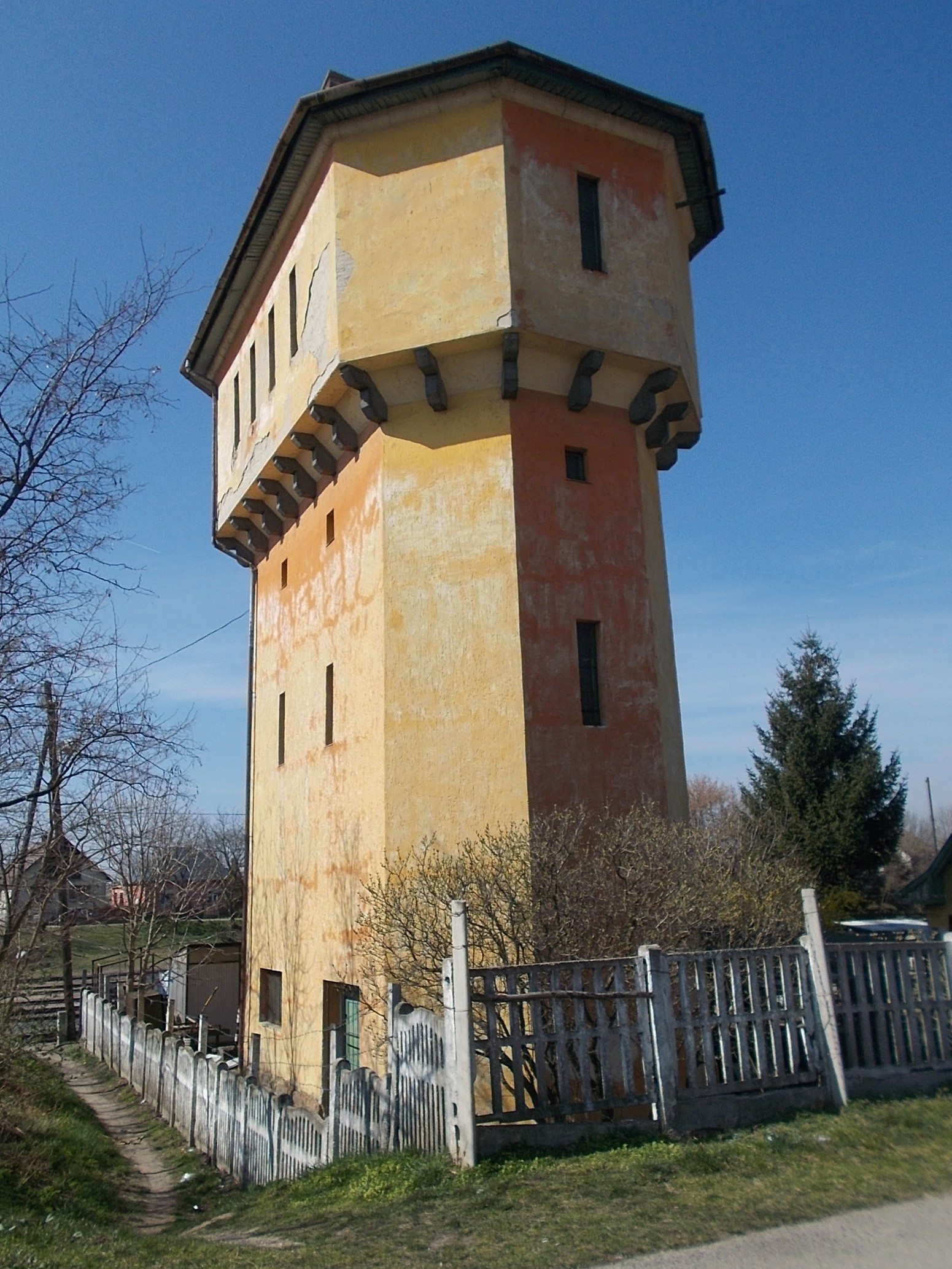
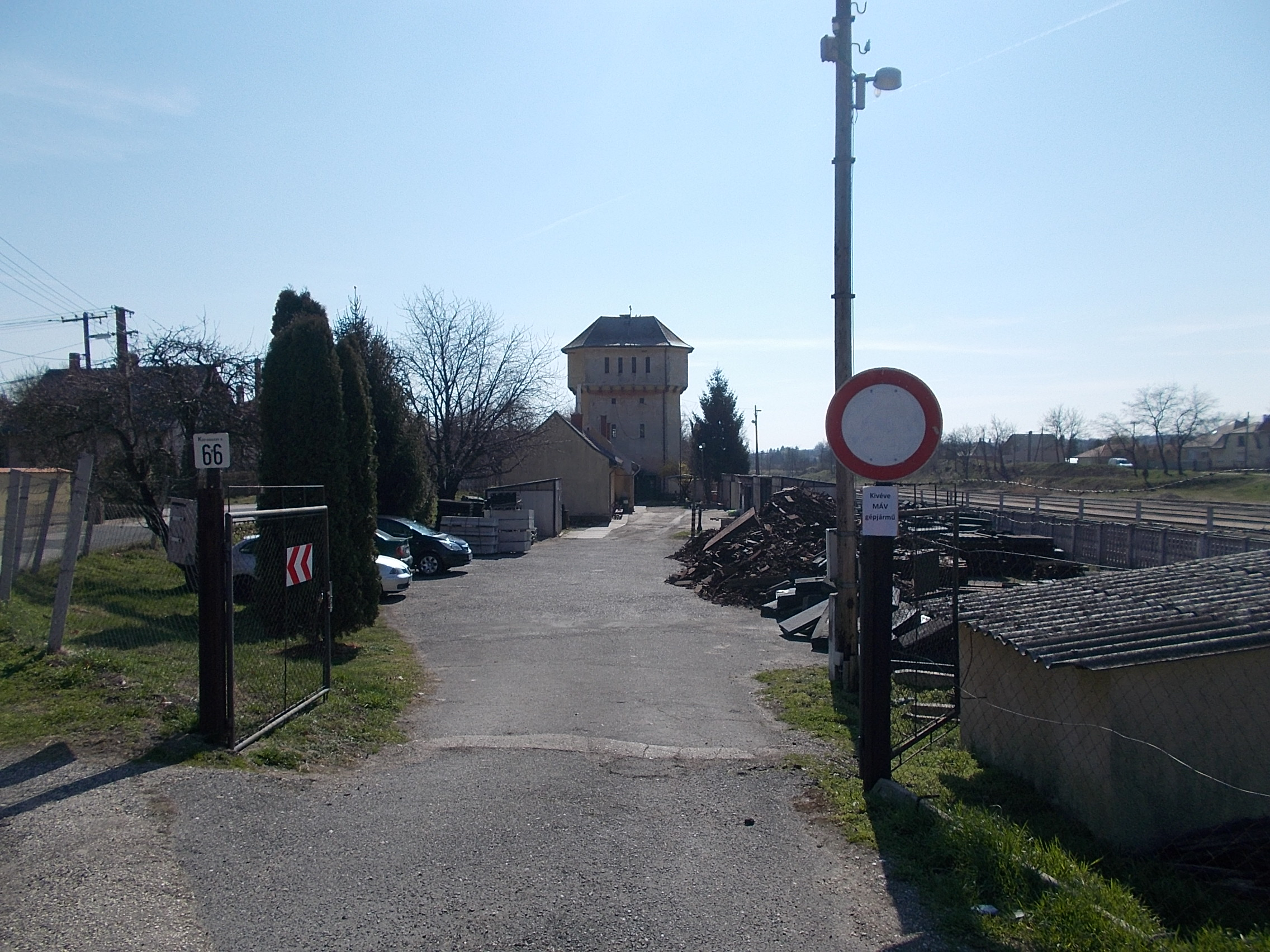
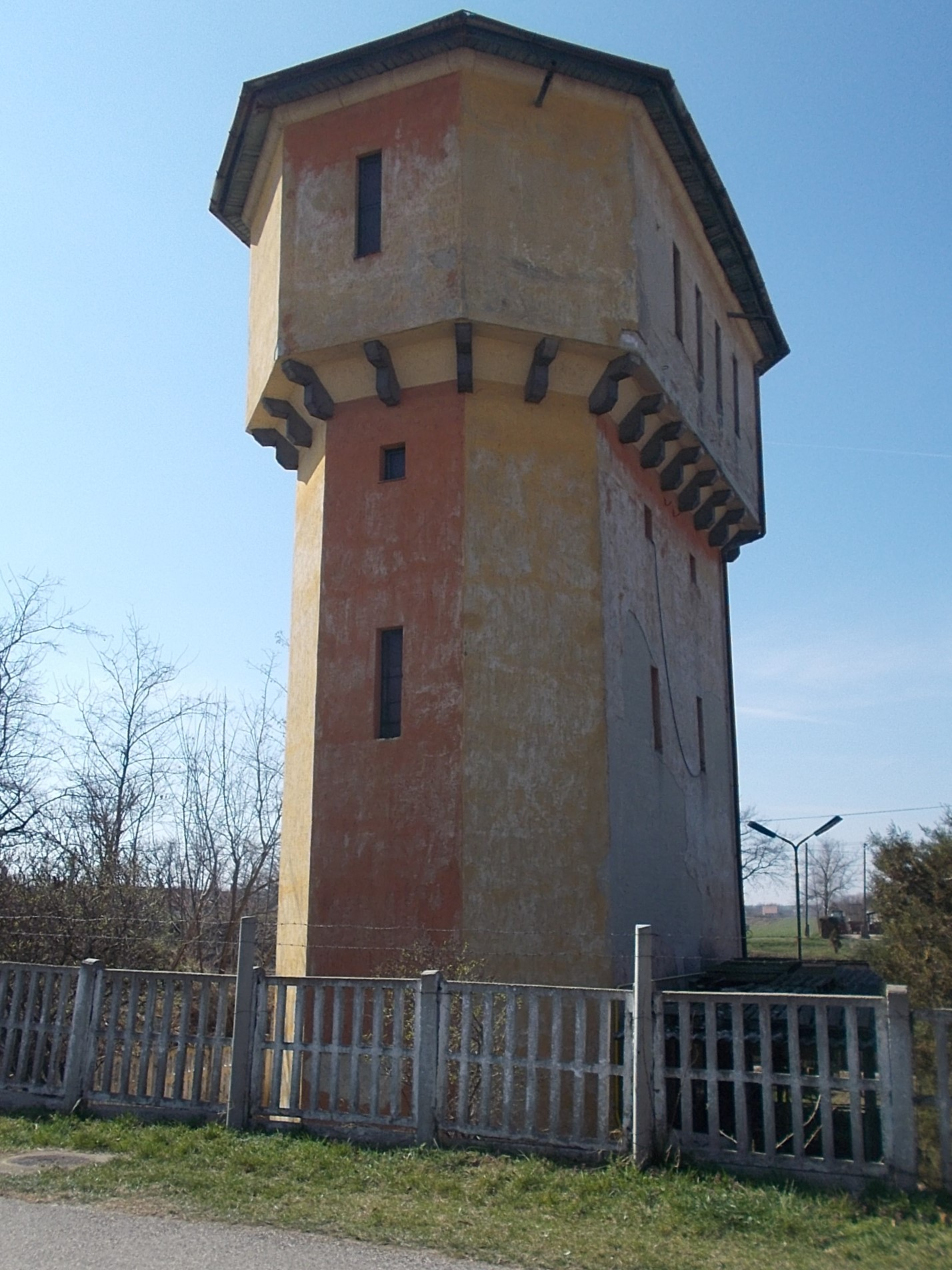